# Doppelantentempel

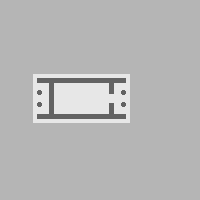
Doppelantentempel

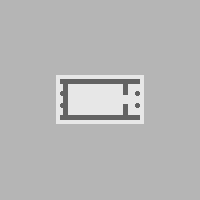
Doppelantentempel mit Pseudo-Opisthodom (Pseudodoppelantentempel)

Ein Doppelantentempel ist ein Typus des griechischen Tempels. Er unterscheidet sich vom Antentempel dadurch, dass auf der Rückseite des Naos oder der Cella eine Rückhalle (der Opisthodom) vorhanden ist. Diese wird genauso wie die Vorhalle (der Pronaos) aus den Anten, das heißt den verlängerten Seitenwänden der Cella, und zwischen den Anten stehende Säulen gebildet. Im Unterschied zur Vorhalle ist die Rückhalle nicht durch eine Tür mit der Cella verbunden. 
Beim Pseudodoppelantentempel ist das Opisthodom als Pseudo-Opisthodom angelegt, es wird an der Rückwand nur durch Antenpfeiler und Halbsäulen angedeutet. Ein Beispiel hierfür ist der Asklepiostempel von Agrigent.